# Линн (округ, Техас)
Округ Линн (англ. Lynn county) — округ штата Техас Соединённых Штатов Америки. На 2000 год в нем проживало 6549 человек. По оценке бюро переписи населения США в 2009 году население округа составляло 5674 человек. Окружным центром является город Тахока.

## История
Округ Линн был сформирован в 1876 году. Он назван в честь Уильяма Линна, солдата Техасской революции, погибшего в битве при миссии Аламо.

## География
По данным бюро переписи населения США площадь округа Линн составляет 2314 км², из которых 2310 км² — суша, а 4 км² — водная поверхность (0,18 %).

### Основные шоссе
- Шоссе 87
- Шоссе 380

### Соседние округа
- Лаббок  (север)
- Гарза  (восток)
- Борден  (юго-восток)
- Досон  (юг)
- Терри  (запад)